# Ixora cauliflora
Ixora cauliflora är en måreväxtart som beskrevs av Xavier Montrouzier. Ixora cauliflora ingår i släktet Ixora och familjen måreväxter.

## Underarter
Arten delas in i följande underarter:
- I. c. cauliflora
- I. c. graciliflora